# 1. česká futsalová liga 2003/2004
V soubojích 12. ročníku 1. české futsalové ligy 2003/04 se utkalo v základní části 12 týmů dvoukolovým systémem podzim - jaro. Do vyřazovací částí postoupilo prvních osm týmů v tabulce. Nováčky soutěže se staly týmy Ebárna boys Kladno (vítěz 2. ligy – sk. Západ) a FC Pramen Havlíčkův Brod (vítěz 2. ligy – sk. Východ). Vítězem základní části soutěže se stal tým Megas Frenštát pod Radhoštěm. Sestupujícími se staly oba nováčkové soutěže Ebárna boys Kladno a FC Pramen Havlíčkův Brod. Vítězem soutěže se stal tým FK ERA-PACK Chrudim, který ve finále porazil tým SK Cigi Caga Jistebník 2:0 na zápasy.

## Kluby podle krajů
- Praha (2): FC Benago Praha, FK Viktoria Žižkov
- Středočeský (2): FC Total Slavík Bakov nad Jizerou, Ebárna boys Kladno
- Liberecký (1): SK Alfa Liberec
- Pardubický (2): FK ERA-PACK Chrudim, 1. FC Nejzbach Vysoké Mýto
- Vysočina (1): FC Pramen Havlíčkův Brod
- Jihomoravský (1): Helas Brno
- Moravskoslezský (3): Megas Frenštát pod Radhoštěm, SK Cigi Caga Jistebník, FC Mikeska Ostrava

## Základní část
| Poř. | Tým                               | Z  | V  | R | P  | VG  | OG  | B  |
| ---- | --------------------------------- | -- | -- | - | -- | --- | --- | -- |
| 1.   | Megas Frenštát pod Radhoštěm      | 22 | 15 | 0 | 7  | 113 | 65  | 45 |
| 2.   | 1. FC Nejzbach Vysoké Mýto        | 22 | 12 | 7 | 3  | 113 | 57  | 43 |
| 3.   | SK Cigi Caga Jistebník            | 22 | 13 | 3 | 6  | 79  | 55  | 42 |
| 4.   | FC Total Slavík Bakov nad Jizerou | 22 | 11 | 7 | 4  | 94  | 64  | 40 |
| 5.   | FK Viktoria Žižkov                | 22 | 11 | 2 | 9  | 75  | 76  | 35 |
| 6.   | Helas Brno                        | 22 | 9  | 7 | 6  | 103 | 73  | 34 |
| 7.   | SK Alfa Liberec                   | 22 | 10 | 2 | 10 | 102 | 131 | 32 |
| 8.   | FK ERA-PACK Chrudim               | 22 | 10 | 1 | 11 | 83  | 74  | 31 |
| 9.   | FC Benago Praha                   | 22 | 7  | 4 | 11 | 72  | 74  | 25 |
| 10.  | FC Mikeska Ostrava                | 22 | 7  | 3 | 12 | 56  | 80  | 24 |
| 11.  | Ebárna boys Kladno                | 22 | 5  | 2 | 15 | 71  | 121 | 17 |
| 12.  | FC Pramen Havlíčkův Brod          | 22 | 3  | 0 | 19 | 56  | 147 | 9  |

Poznámky
- Z = Odehrané zápasy; V = Vítězství; R = Remízy; P = Prohry; VG = Vstřelené góly; OG = Obdržené góly; B = Body

|  | Postup do vyřazovací části soutěže  |
|  | Sestup do příslušné skupiny 2. ligy |

## Vyřazovací část

### Čtvrtfinále
| Tým A                        | Výsledek série | Tým B               | Výsledky jednotlivých zápasů |
| ---------------------------- | -------------- | ------------------- | ---------------------------- |
| Megas Frenštát pod Radhoštěm | 1:2            | FK ERA-PACK Chrudim | 5:0, 2:3, 3:5                |
| 1. FC Nejzbach Vysoké Mýto   | 2:0            | SK Alfa Liberec     | 6:2, 4:0                     |
| SK Cigi Caga Jistebník       | 2:1            | Helas Brno          | 4:7, 2:1pp, 2:2pp (1:0pk)    |
| FC TS Bakov nad Jizerou      | 2:0            | FK Viktoria Žižkov  | 3:2, 5:2                     |

### Semifinále
| Tým A                      | Výsledek série | Tým B                   | Výsledky jednotlivých zápasů |
| -------------------------- | -------------- | ----------------------- | ---------------------------- |
| 1. FC Nejzbach Vysoké Mýto | 1:2            | FK ERA-PACK Chrudim     | 5:0, 2:7, 3:4                |
| SK Cigi Caga Jistebník     | 2:1            | FC TS Bakov nad Jizerou | 2:3, 4:3, 4:3                |

### Finále
| Tým A                  | Výsledek série | Tým B               | Výsledky jednotlivých zápasů |
| ---------------------- | -------------- | ------------------- | ---------------------------- |
| SK Cigi Caga Jistebník | 0:2            | FK ERA-PACK Chrudim | 3:4pp, 4:4pp (2:4pk)         |

## Vítěz
| 1. celostátní liga 2003/04 FK ERA-PACK Chrudim (1. titul) |